# Mur-sur-Allier
Mur-sur-Allier ist eine französische Gemeinde mit 3.102 Einwohnern (Stand: 1. Januar 2022) im Département Puy-de-Dôme in der Region Auvergne-Rhône-Alpes. Sie gehört zum Arrondissement Clermont-Ferrand und zum Kanton Pont-du-Château.
Sie entstand als Commune nouvelle mit Wirkung vom 1. Januar 2019 durch die Zusammenlegung der bisherigen Gemeinden Mezel und Dallet, die in der neuen Gemeinde den Status einer Commune déléguée haben. Der Verwaltungssitz befindet sich im Ort Mezel.

## Gliederung
| Ortsteil                | ehemaliger INSEE-Code | Fläche (km²) | Einwohnerzahl zum 1. Januar 2022 |
| ----------------------- | --------------------- | ------------ | -------------------------------- |
| Mezel (Verwaltungssitz) | 63226                 | 8,40         | 1.941                            |
| Dallet                  | 63133                 | 6,67         | 1.161                            |

## Geographie
Die Gemeinde liegt rund zwölf Kilometer östlich des Stadtzentrums von Clermont-Ferrand. Im westlichen Gemeindegebiet verläuft der Fluss Allier.
Nachbargemeinden sind: Pont-du-Château im Norden, Vertaizon im Nordosten, Chauriat im Osten, Saint-Bonnet-lès-Allier im Südosten, Pérignat-sur-Allier im Süden, Cournon-d’Auvergne im Südwesten und Lempdes im Nordwesten.

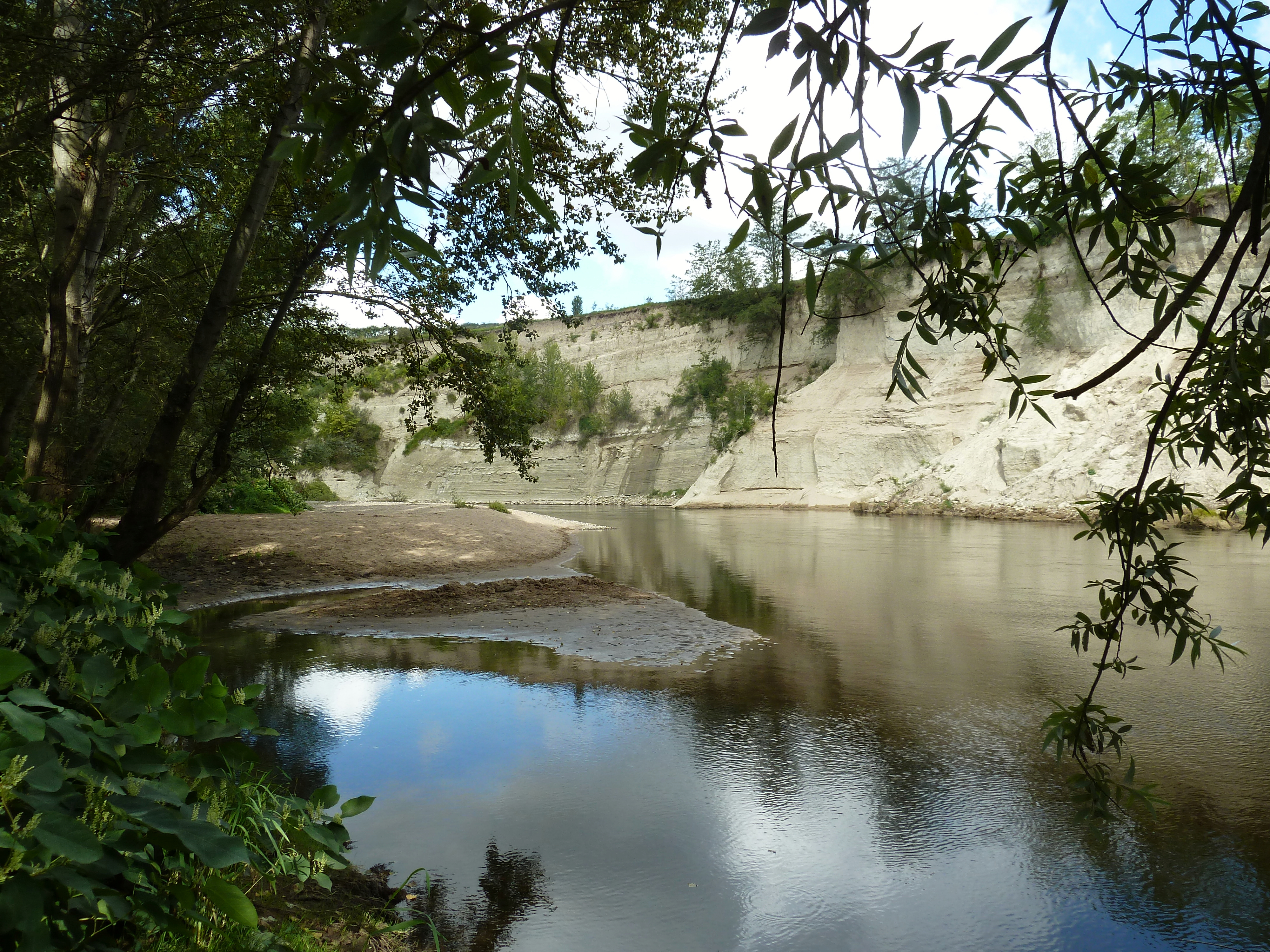
Der Allier bei Mezel